# Love (pel·lícula de 1927)
 Love és una pel·lícula estatunidenca d'Edmund Goulding estrenada el 1927.

## Argument
Un vespre de tempesta de neu, el comte rus Vronsky, ajuda de camp del Gran Duc, coneix una dona alhora misteriosa i magnífica. Com no poden arribar a Sant Petersburg, passen la nit en un hostal i Vronsky intenta seduir-la, per força, però el rebutja fredament.
Algun temps més tard, en una recepció organitzada a casa seva pel diputat Karenina, Vronsky és presentat a l'esposa d'aquest, Anna. És la dona de la nit glacial: intenta llavors fer-se perdonar el seu comportament, cosa que concedeix finalment. Anna té un jove fill, Sergei, encara no adolescent, amb qui comparteix un amor mare-fill fusional.
Una passió es desenvolupa naturalment entre Anna i Alexei Vronsky, el que es comença a saber en l'aristocràcia de Sant Petersburg, per desagradar al marit. Anna escull l'amor amb un gran A i el comte i marxa amb ell tres mesos a viatjar per Europa. No pot tanmateix oblidar el seu fill i en sofreix enormement. Alexei se n'adona, fins i tot n'està gelós. Tornen a Rússia.
Anna desitja tornar a veure el seu fill però el seu marit ho impedeix: ha fet fins i tot creure al seu fill que la seva mare és morta. Finalment, aconsegueix trobar-lo i els seus sentiments són encara forts. El senyor Karenina apareix i fa marxar la seva dona. El Gran Duc estaria a punt per retornar Vronsky al seu estat major però l'oprobi sobre el comte és encara important. Anna es compromet amb el Gran Duc a no tornar mai més a veure el seu amant. Marxa de la ciutat. Vronsky torna a l'exèrcit.
Durant tres anys, els amants ja no es tornen a veure però Vronsky busca bojament Anna. Per casualitat, llegeix en un diari un article sobre el fill d'Anna, cadet a les tropes del Gran duc i li retrà visita. En aquesta ocasió, comunica que el pare de Serguei és mort i que Anna ret visita tots els dies al seu fill. Arriba en aquest instant i la parella finalment es reuneix.

## Repartiment
- John Gilbert: Capità, Comte Alexei Vronsky
- Greta Garbo: Anna Karenina (Karenina)
- George Fawcett: el Gran Duc Miquel
- Emily Fitzroy: la Gran Duquessa
- Brandon Hurst: Alexei Karenina
- Philippe De Lacy: Serguei Karenina

## Al voltant de la pel·lícula
Es tracta d'una adaptació molt lliure de la novel·la de Tolstoi. En aquest, no hi ha trobada en un hostal, no hi ha Grand-Duc. Tampoc, relació fusional mare-fill, fins i tot si la separació de Serguei és un trencament per a Anna. Al final del llibre, Serguei encara és un nen, no pot doncs ser cadet. Però sobretot, Alexis Karenina no mor, Vronsky i Anna no se separen i Vronsky no torna a l'exèrcit. Al contrari, viuen junts un any, Anna queda fora de la societat i s'acaba llançant sota un tren. La novel·la deixa a més un lloc considerable a una altra parella, la de Kitti Chtcherbatsky i Constantin Levine, aquest últim una mena de doble de l'autor.

### Greta Garbo
- Es tracta de la 17a pel·lícula de Greta Garbo, que tenia llavors 24 anys, la 10a de la seva carrera hollywoodienca.
- El 1935, Garbo rodarà de nou una Anna Karenina, sota la direcció de Clarence Brown, amb Fredric March al paper de Vronsky.